# Communauté de communes du Pays-Mareuillais
La communauté de communes du Pays-Mareuillais (CCPM) est une ancienne structure intercommunale à fiscalité propre française située dans le département de la Vendée et la région des Pays-de-la-Loire.
Créée le 1er janvier 1997, elle disparaît le 31 décembre 2016 à la suite de la création de Sud-Vendée-Littoral, entité résultant de la fusion de la communauté de communes avec celles des Isles-du-Marais-Poitevin, du Pays-Né-de-la-Mer et du Pays-de-Sainte-Hermine.

## Composition
Elle comprenait les 11 communes suivantes :
| Nom                             | Code Insee | Gentilé          | Superficie (km2) | Population (dernière pop. légale) | Densité (hab./km2) |
| ------------------------------- | ---------- | ---------------- | ---------------- | --------------------------------- | ------------------ |
| Mareuil-sur-Lay-Dissais (siège) | 85135      | Mareuillais      | 25,65            | 2 806 (2015)                      | 109                |
| Bessay                          | 85023      | Bessayens        | 10,79            | 427 (2015)                        | 40                 |
| La Bretonnière-la-Claye         | 85036      | Bretons-Clayois  | 16,48            | 589 (2015)                        | 36                 |
| Château-Guibert                 | 85061      | Castelguibertins | 35,16            | 1 553 (2015)                      | 44                 |
| Corpe                           | 85073      | Corpais          | 17,10            | 1 070 (2015)                      | 63                 |
| La Couture                      | 85074      | Couturois        | 7,03             | 214 (2015)                        | 30                 |
| Moutiers-sur-le-Lay             | 85157      | Moutiérois       | 18,28            | 737 (2015)                        | 40                 |
| Péault                          | 85171      | Péaltais         | 9,09             | 592 (2015)                        | 65                 |
| Les Pineaux                     | 85175      | Pineaulais       | 17,44            | 620 (2015)                        | 36                 |
| Rosnay                          | 85193      | Rosnaysiens      | 14,11            | 610 (2015)                        | 43                 |
| Sainte-Pexine                   | 85261      | Pexinois         | 15,76            | 246 (2015)                        | 16                 |

Ces communes sont aussi celles qui composaient le canton de Mareuil-sur-Lay-Dissais avant le 2 avril 2015.
Elle est créée par arrêté préfectoral du 23 décembre 1996 prenant effet au 1er janvier 1997.

## Compétences
Les principaux domaines d’intervention étaient :
- l’aménagement de l’espace :
  - système d’information géographique ;
  - schéma de cohérence territoriale et schéma de secteur ;
  - mise en place d’un programme local de l’habitat (PLH) ;
- les actions de développement économique d’intérêt communautaire :
  - zones d’activités ;
  - ateliers relais ;
  - développement touristique ;
- la protection et la mise en valeur de l’environnement :
  - élimination et valorisation des déchets des ménages ;
  - service public d’assainissement non collectif (SPANC) ;
  - restauration, entretien et aménagement des cours d’eau de la partie nord du territoire ;
  - gestion et entretien des espaces verts départementaux ;
  - lutte contre les organismes nuisibles ;
- la politique du logement et du cadre de vie (OPAH) ;
- construction, entretien et gestion d’un mini-terrain de football ;
- le transport collectif des écoles vers les piscines ;
- les actions sociales :
  - aides au centre de loisirs et à la mission locale du Pays yonnais ;
  - contribution à CLIC Repèr’âge et à l’ADMR ;
  - création et gestion d’un service de portage de repas à domicile ;
- la prise en charge des cotisations du service départemental d’incendie et de secours ;
- l’entretien des bornes d’incendie ;
- la création et la gestion d’un équipement pour les animaux domestiques errants ;
- la création et la gestion d’une nouvelle gendarmerie ;
- élaboration du plan de mise en accessibilité de la voirie et des aménagements des espaces publics ;
- réalisation d’un diagnostic dans le cadre d’un projet d’élaboration d’un contrat enfance jeunesse.

## Identité visuelle

Logotype avant 2014.
Logotype de 2014 à 2016.

## Administration

### Siège
Le siège de la communauté de communes se situe au 5, rue Hervé-de-Mareuil, à Mareuil-sur-Lay-Dissais.

### Présidence
| Période       | Période          | Identité         | Étiquette | Qualité |
| ------------- | ---------------- | ---------------- | --------- | --- |
| Hiver 1997    | 18 avril 2001    | Gérard Priouzeau | UDF       | Conseiller général, élu dans le canton de Mareuil-sur-Lay puis de Mareuil-sur-Lay-Dissais (1970-2001) Maire de Mareuil-sur-Lay puis de Mareuil-sur-Lay-Dissais (1971-2001) |
| 18 avril 2001 | 14 avril 2008    | Hubert Martineau |           | Maire de La Bretonnière-la-Claye (2000-2014) |
| 14 avril 2008 | 29 avril 2014    | Jean-Pierre Hocq | DVD       | Maire de Mareuil-sur-Lay-Dissais (depuis 2001) Conseiller général, élu dans le canton de Mareuil-sur-Lay-Dissais (2001-2015)                                               |
| 29 avril 2014 | 31 décembre 2016 | Brigitte Hybert  | DVD       | Maire de Moutiers-sur-le-Lay (depuis 2008) Conseillère départementale, élue dans le canton de Mareuil-sur-Lay-Dissais (depuis 2015)                                        |